# Turkinsaari (ö i Finland, Södra Karelen)
Turkinsaari är en ö i Finland. Den ligger i sjön Saimen och i kommunen Villmanstrand i den ekonomiska regionen  Villmanstrands ekonomiska region  och landskapet Södra Karelen, i den södra delen av landet, 210 km nordost om huvudstaden Helsingfors. Öns area är 3,2 hektar och dess största längd är 310 meter i sydöst-nordvästlig riktning.